# Воскресенская, Тамара Ивановна
Тамара Ивановна Воскресенская (1914—1986) — советский скульптор, художник по фарфору Дулёвского фарфорового завода, член Союза художников СССР.

## Биография
Родилась в семье преподавателя духовного училища.
Окончив школу, поступила в строительно-коммунальный техникум.
В 1940 г. поступила в Московский институт прикладного и декоративного искусства, который закончила в 1947 году с отличием, получив специальность «художник декоративного искусства».
После окончания института преподавала на кафедре композиции в Московском высшем художественно-промышленном училище (бывшем Строгановском).
В 1952 г. семь месяцев проработала в управлении «Ашхабадстрой», затем вернулась к преподавательской деятельности, которой занималась до 1956 года.
В начале 1956 г. Тамара Ивановна пришла на работу скульптором в художественную лабораторию Дулёвского фарфорового завода, где создавала формы сервизов, сувениры, наборы посуды.
Искусствовед А. Б. Салтыков, художественный руководитель гжельского керамического промысла — высоко ценил творчество художницы и писал, что в «своих работах она исходит из совершенно самостоятельного понимания формы сосудов и задач их создания. Иногда отправным моментом является форма, наблюдаемая в жизни, в других случаях — какой-нибудь стереометрический объём, в-третьих — собственная фантазия, которую трудно связать с каким-то определённым объектом».
На творчество Воскресенской повлияло и её давнее увлечение древнерусским и украинским народным искусством. В 1970—1980 гг. Тамара Ивановна работала в фаянсе, создала ряд работ в мозаике, декоративно-прикладной скульптуре.
Художественные работы Т. И. Воскресенской имеются в Музее Дулёвского фарфорового завода, Музее керамики в Кусково, Алтайском краевом музее изобразительного искусства и Пермской художественной галерее. Её работы экспонировались на зарубежных художественных выставках в Познани (1955, 1958, 1961), в Вене (1957), Всемирной выставки в Брюсселе (1958) и Париже (1961).